# 萬珍樓
株式会社萬珍樓（まんちんろう）は、横浜中華街など国内で4店舗（売店専門店含む）を展開している中華広東料理レストランや、中華菓子などの製造・販売、直営売店、工房直営店を経営している企業である。

## 沿革
- 1892年：創業
- 1946年：有限公司萬珍樓設立
- 1966年：株式会社に改組
- 1986年：萬珍樓新山下ビル竣工
- 1986年：萬珍樓 點心舗 開店
- 1989年：石川町ビル（隣接地増築）
- 1992年：石川町ビル（隣接地増築）
- 1993年4月：本社ビル竣工
- 1993年4月： 萬珍樓 點心舗 リニューアルオープン
- 1993年12月：新山下ビル、スタンリーエンタープライズへ売却
- 2002年5月：萬珍樓本店焼失[1]
- 2003年4月：萬珍樓本店グランドオープン
- 2022年5月：冷凍料理専門売店「萬珍凍眠館（まんちんとうみんかん）」オープン
- 2022年10月：凍眠オンラインショップオープン

## 店舗
- 萬珍樓　本店
- 萬珍樓　點心舗
- 萬珍樓売店　中華街大通店
- 萬珍茶房